# «Локомотив» (Новосибирск) в сезоне 2010/2011
«Локомотив» в сезоне 2010—2011 — статистика выступлений и деятельность клуба в Суперлиге чемпионата России по волейболу среди мужчин в сезоне 2010/2011.

## Итоги прошедшего сезона (2009/2010)
По итогам сезона в Суперлиге команда Локомотив заняла 4-е место, что дало право участвовать в европейском клубном турнире — Кубке CEV, но клуб отказался от этой возможности, решив сосредоточиться на внутрироссийских соревнованиях. В розыгрыше Кубка России команда добралась до финала, где в пятисетовом матче уступила казанскому «Зениту». 
По окончании сезона газетой «Спорт-Экспресс» были подведены итоги для награждения Призом Кузнецова: 2-е место присудили Риду Придди, также в 20-ку лучших вошёл Николай Павлов (7-е место).

## Трансферная политика

### Пришли
| Поз.         | Игрок             | Прежний клуб    |
| ------------ | ----------------- | --------------- |
| Блокирующий  | Матиас Раймеркерс | Мачерата        |
| Блокирующий  | Сергей Анойкин    | Югра-Самотлор   |
| Связующий    | Андрей Зубков     | Динамо» Москва  |
| Диагональный | Филипп Воронков   | Факел           |
| Доигровщик   | Юрий Шакиров      | Динамо-Янтарь   |
| Доигровщик   | Антон Дубровин    | Тюмень          |
| Доигровщик   | Туомас Саммельвуо | Кендзежин-Козле |
| Либеро       | Евгений Митьков   | Урал-2          |

### Ушли
| Поз.         | Игрок             | Новый клуб    |
| ------------ | ----------------- | ------------- |
| Блокирующий  | Алексей Казаков   | Динамо Москва |
| Блокирующий  | Дэвид Ли          | Кузбасс       |
| Связующий    | Константин Лесик  | Искра         |
| Диагональный | Сергей Баранов    | Кузбасс       |
| Доигровщик   | Роман Данилов     | Урал          |
| Доигровщик   | Александр Корнеев | Динамо Москва |
| Доигровщик   | Рид Придди        | Зенит         |
| Либеро       | Алексей Липезин   | Факел         |

## Чемпионат России

### 1-й тур
| 28 октября 2010 15:00 MSK отчёт | Локомотив | 3 : 1 (25:18, 20:25, 25:13, 25:16) | Ярославич | СКК «Север», Новосибирск Зрителей: 3000 |

| Отчёт | Отчёт | Отчёт | Отчёт | Отчёт |
| --- | ----- | --- | ----- | ----- |
| |       | |       |       |
| |       | |       |       |
| |       | |       |       |
| Павлов (21) Леоненко (17) Ащев (11) Саммельвуо (9) Раймейкерс (4) Бутько (2) Зубков (0) Анойкин (0) Шакиров (0) Воронков (0) Комаров (0) Дубровин (0) Голубев (0) |       | Полтавский (19) Янич (10) Титич (8) Козлов (4) Архипов (4) Хамутцких (2) Симеонов (2) Иванов (1) Пятак (1) |       |       |
| |       | |       |       |
| |       | |       |       |
| |       | |       |       |
| |       | |       |       |
| |       | |       |       |

| Локомотив |                         | Ярославич |
| --------- | ----------------------- | --------- |
| 9         | Подача (очки)           | 3         |
| 42        | Атака (очки)            | 38        |
| 13        | Блок (очки)             | 10        |
| 31        | Ошибки соперника (очки) | 21        |

Время матча — 1 час 27 минут. Лучшие по версии газеты Спорт-Экспресс : 1. Павлов (Л). 2. Ащев (Л). 3. Полтавский (Я).

### 2-й тур
| 31 октября 2010 15:00 MSKотчёт | Локомотив | 3 : 1 (25:14, 22:25, 25:19, 25:17) | Искра | СКК «Север», Новосибирск Зрителей: 3000 |

| Отчёт | Отчёт | Отчёт                                                                                 | Отчёт | Отчёт |
| --- | ----- | ------------------------------------------------------------------------------------- | ----- | ----- |
| |       |                                                                                       |       |       |
| |       |                                                                                       |       |       |
| |       |                                                                                       |       |       |
| Павлов (22) Леоненко (22) Саммельвуо (14) Ащев (11) Раймейкерс (4) Бутько (4) Воронков (1) Зубков (0) Анойкин (0) Шакиров (0) Комаров (0) Дубровин (0) Голубев (0) |       | Калинин (11) Мысин (11) Богомолов (10) Самика (9) Спиридонов (4) Кулешов (4) Гузь (3) |       |       |
| |       |                                                                                       |       |       |
| |       |                                                                                       |       |       |
| |       |                                                                                       |       |       |
| |       |                                                                                       |       |       |
| |       |                                                                                       |       |       |

| Локомотив |                         | Искра |
| --------- | ----------------------- | ----- |
| 5         | Подача (очки)           | 3     |
| 60        | Атака (очки)            | 40    |
| 13        | Блок (очки)             | 9     |
| 19        | Ошибки соперника (очки) | 23    |

Время матча — 1 час 41 минута. Лучшие по версии газеты Спорт-Экспресс : 1. Бутько (Л). 2. Леоненко (Л). 3. Павлов (Л).

### 3-й тур
| 3 ноября 2010 15:00 MSK отчёт | Кузбасс | 2 : 3 (16:25, 25:22, 25:12, 22:25, 13:15) | Локомотив | СК «Горняк», Кемерово Зрителей: 350 |

| Отчёт                                                                                   | Отчёт | Отчёт | Отчёт | Отчёт |
| --------------------------------------------------------------------------------------- | ----- | --- | ----- | ----- |
|                                                                                         |       | |       |       |
|                                                                                         |       | |       |       |
|                                                                                         |       | |       |       |
| Мороз (25) Бьерн (18) Щербаков (9) Ли (8) Бардок (4) Хрищук (4) Мельник (3) Порошин (2) |       | Павлов (21) Раймейкерс (12) Ащев (10) Леоненко (9) Саммельвуо (5) Дубровин (4) Воронков (3) Бутько (2) Зубков (1) Анойкин (0) Шакиров (0) Комаров (0) Голубев (0) |       |       |
|                                                                                         |       | |       |       |
|                                                                                         |       | |       |       |
|                                                                                         |       | |       |       |
|                                                                                         |       | |       |       |
|                                                                                         |       | |       |       |

| Кузбасс |                         | Локомотив |
| ------- | ----------------------- | --------- |
| 7       | Подача (очки)           | 2         |
| 48      | Атака (очки)            | 47        |
| 18      | Блок (очки)             | 18        |
| 28      | Ошибки соперника (очки) | 32        |

Время матча — 2 часа 01 минута. Лучшие по версии газеты Спорт-Экспресс : 1. Павлов (Л). 2. Ащев (Л). 3. Щербаков (К).

### 4-й тур
| 20 ноября 2010 14:00 MSK отчёт | Локомотив | 3 : 0 (25:20, 25:16, 25:22) | Урал | СКК «Север», Новосибирск Зрителей: 1500 |

| Отчёт | Отчёт | Отчёт                                                                                    | Отчёт | Отчёт |
| --- | ----- | ---------------------------------------------------------------------------------------- | ----- | ----- |
| |       |                                                                                          |       |       |
| |       |                                                                                          |       |       |
| |       |                                                                                          |       |       |
| Павлов (18) Леоненко (10) Ащев (10) Бутько (8) Раймейкерс (7) Дубровин (7) Саммельвуо (0) Воронков (0) Зубков (0) Анойкин (0) Шакиров (0) Комаров (0) Митьков (0) |       | Стэнли (16) Данилов (10) Афиногенов (8) Ботин (5) Самойленко (5) Максимов (1) Бовдуй (1) |       |       |
| |       |                                                                                          |       |       |
| |       |                                                                                          |       |       |
| |       |                                                                                          |       |       |
| |       |                                                                                          |       |       |
| |       |                                                                                          |       |       |

| Локомотив |                         | Урал |
| --------- | ----------------------- | ---- |
| 5         | Подача (очки)           | 2    |
| 44        | Атака (очки)            | 40   |
| 11        | Блок (очки)             | 4    |
| 15        | Ошибки соперника (очки) | 12   |

Время матча — 1 час 13 минут. Лучшие по версии газеты Спорт-Экспресс : 1. Бутько (Л). 2. Павлов (Л). 3. Ащев (Л).

### 5-й тур
| 27 ноября 2010 19:00 MSK отчёт | Динамо-Янтарь | 0 : 3 (19:25, 18:25, 18:25) | Локомотив | СК «Янтарный», Калининград |

| Отчёт                                                                                                   | Отчёт | Отчёт | Отчёт | Отчёт |
| --- | ----- | --- | ----- | ----- |
| |       | |       |       |
| |       | |       |       |
| |       | |       |       |
| Салах (9) Ткаченко (6) Мосов (6) Жилин (5) Кривец (5) Игнатьев (4) Платонов (3) Еремин (2) Гидаспов (1) |       | Павлов (16) Леоненко (11) Раймейкерс (8) Бутько (7) Ащев (6) Дубровин (6) Зубков (0) Анойкин (0) Шакиров (0) Воронков (0) Комаров (0) Митьков (0) |       |       |
| |       | |       |       |
| |       | |       |       |
| |       | |       |       |
| |       | |       |       |
| |       | |       |       |

| Дин-Янтарь |                         | Локомотив |
| ---------- | ----------------------- | --------- |
| 3          | Подача (очки)           | 3         |
| 32         | Атака (очки)            | 40        |
| 6          | Блок (очки)             | 11        |
| 14         | Ошибки соперника (очки) | 21        |

Время матча — 1 час 07 минут. Лучшие по версии газеты Спорт-Экспресс : 1. Павлов (Л). 2.Бутько (Л). 3. Леоненко (Л).

### 6-й тур
| 01 декабря 2010 19:00 MSK отчёт | Локомотив-Белогорье | 3 : 0 (25:22, 25:21, 25:21) | Локомотив | ДС "Космос" , Белгород |

| Отчёт                                                                                   | Отчёт | Отчёт | Отчёт | Отчёт |
| --------------------------------------------------------------------------------------- | ----- | --- | ----- | ----- |
|                                                                                         |       | |       |       |
|                                                                                         |       | |       |       |
|                                                                                         |       | |       |       |
| Бирюков (12) Ильиных (12) Мусэрский (11) Сычев (10) Динейкин (6) Жигалов (5) Багрей (2) |       | Павлов (15) Ащев (12) Леоненко (9) Дубровин (8) Раймейкерс (6) Шакиров (2) Бутько (1) Зубков (0) Анойкин (0) Воронков (0) Комаров (0) Митьков (0) |       |       |
|                                                                                         |       | |       |       |
|                                                                                         |       | |       |       |
|                                                                                         |       | |       |       |
|                                                                                         |       | |       |       |
|                                                                                         |       | |       |       |

| Лок-Белог |                         | Локомотив |
| --------- | ----------------------- | --------- |
| 4         | Подача (очки)           | 0         |
| 41        | Атака (очки)            | 40        |
| 13        | Блок (очки)             | 13        |
| 17        | Ошибки соперника (очки) | 11        |

Время матча — 1 час 14 минут. Лучшие по версии газеты Спорт-Экспресс : 1. Мусэрский (ЛБ). 2. Ильиных (ЛБ). 3. Сычев (ЛБ).

### 7-й тур
| 04 декабря 2010 16:00 MSK отчёт | Факел | 0 : 3 (19:25, 20:25, 20:25) | Локомотив | КСЦ «Газодобытчик», Новый Уренгой |

| Отчёт | Отчёт | Отчёт | Отчёт | Отчёт |
| --- | ----- | --- | ----- | ----- |
| |       | |       |       |
| |       | |       |       |
| |       | |       |       |
| Бекетов (11) Сивожелез (8) Крицкий (6) Бакун (5) Жилин (4) Куликовский (4) Россамахин (3) Асташенков (2) Жлоба (1) |       | Павлов (15) Леоненко (13) Ащев (8) Раймейкерс (8) Бутько (7) Дубровин (5) Воронков (1) Зубков (0) Анойкин (0) Шакиров (0) Комаров (0) |       |       |
| |       | |       |       |
| |       | |       |       |
| |       | |       |       |
| |       | |       |       |
| |       | |       |       |

| Факел |                         | Локомотив |
| ----- | ----------------------- | --------- |
| 1     | Подача (очки)           | 7         |
| 40    | Атака (очки)            | 40        |
| 3     | Блок (очки)             | 10        |
| 15    | Ошибки соперника (очки) | 18        |

Время матча — 1 час 10 минут. Лучшие по версии газеты Спорт-Экспресс: 1. Леоненко (Л). 2. Бутько (Л). 3. Павлов (Л).

### 8-й тур
| 11 декабря 2010 14:00 MSK отчёт | Локомотив | 3 : 2 (25:19, 23:25, 21:25, 26:24, 15:6) | Динамо (Крс) | СКК «Север», Новосибирск |

| Отчёт | Отчёт | Отчёт                                                                  | Отчёт | Отчёт |
| --- | ----- | ---------------------------------------------------------------------- | ----- | ----- |
| |       |                                                                        |       |       |
| |       |                                                                        |       |       |
| |       |                                                                        |       |       |
| Павлов (34) Дубровин (15) Леоненко (13) Раймейкерс (11) Ащев (6) Бутько (4) Зубков (1) Анойкин (0) Шакиров (0) Воронков (0) Комаров (0) Саммелву (0) |       | Клебер (24) Мочалов (18) Ривалдо (13) Ежов (8) Кузнецов (7) Ушаков (4) |       |       |
| |       |                                                                        |       |       |
| |       |                                                                        |       |       |
| |       |                                                                        |       |       |
| |       |                                                                        |       |       |
| |       |                                                                        |       |       |

| Локомотив |                         | Динамо |
| --------- | ----------------------- | ------ |
| 10        | Подача (очки)           | 2      |
| 55        | Атака (очки)            | 60     |
| 19        | Блок (очки)             | 12     |
| 26        | Ошибки соперника (очки) | 25     |

Время матча — 1 час 59 минут. Лучшие по версии газеты Спорт-Экспресс: 1. Павлов (Л). 2. Ушаков (Д). 3. Мочалов (Д).

### 9-й тур
| 18 декабря 2010 18:00 MSK отчёт | Зенит | 1 : 3 (15:25, 25:23, 24:26, 21:25) | Локомотив | «Баскет-холл», Казань Зрителей: 3000 |

| Отчёт | Отчёт | Отчёт | Отчёт | Отчёт |
| --- | ----- | --- | ----- | ----- |
| |       | |       |       |
| |       | |       |       |
| |       | |       |       |
| Черемисин (20) Тетюхин (11) Апаликов (9) Пантелеймоненко (8) Егорчев (5) Михайлов (5) Бабешин (1) Абросимов (1) |       | Павлов (19) Воронков (15) Ащев (12) Раймейкерс (11) Леоненко (10) Шакиров (6) Дубровин (4) Зубков (2) Бутько (0) Голубев (0) Комаров (0) |       |       |
| |       | |       |       |
| |       | |       |       |
| |       | |       |       |
| |       | |       |       |
| |       | |       |       |

| Зенит |                         | Локомотив |
| ----- | ----------------------- | --------- |
| 8     | Подача (очки)           | 8         |
| 44    | Атака (очки)            | 61        |
| 8     | Блок (очки)             | 10        |
| 25    | Ошибки соперника (очки) | 20        |

Время матча — 1 час 39 минут. Лучшие по версии газеты Спорт-Экспресс: 1. Павлов (Л). 2. Воронков (Л). 3. Ащев (Л).

### 10-й тур
| 29 декабря 2010 15:30 MSK отчёт | Локомотив | 3 : 0 (25:21, 25:10, 25:19) | Газпром-Югра | СКК «Север», Новосибирск |

| Отчёт | Отчёт | Отчёт                                                                                 | Отчёт | Отчёт |
| --- | ----- | ------------------------------------------------------------------------------------- | ----- | ----- |
| |       |                                                                                       |       |       |
| |       |                                                                                       |       |       |
| |       |                                                                                       |       |       |
| Павлов (13) Ащев (12) Леоненко (10) Раймейкерс (9) Дубровин (7) Бутько (2) Зубков (0) Воронков (0) Комаров (0) |       | Бестужев (8) Каджевич (7) Гуцалюк (6) Родичев (5) Шулепов (4) Носенко (4) Кобзарь (3) |       |       |
| |       |                                                                                       |       |       |
| |       |                                                                                       |       |       |
| |       |                                                                                       |       |       |
| |       |                                                                                       |       |       |
| |       |                                                                                       |       |       |

| Локомотив |                         | Югра |
| --------- | ----------------------- | ---- |
| 7         | Подача (очки)           | 3    |
| 31        | Атака (очки)            | 25   |
| 15        | Блок (очки)             | 9    |
| 22        | Ошибки соперника (очки) | 13   |

Время матча — 1 час 07 минут. Лучшие по версии газеты Спорт-Экспресс: 1. Раймейкерс (Л). 2. Бутько (Л). 3. Комаров (Л).

### 11-й тур
| 08 января 2010 18:00 MSK отчёт | Динамо (М) | 3 : 0 (25:17, 25:15, 25:21) | Локомотив | ДС "Динамо" , Москва |

| Отчёт                                                                               | Отчёт | Отчёт | Отчёт | Отчёт |
| ----------------------------------------------------------------------------------- | ----- | --- | ----- | ----- |
|                                                                                     |       | |       |       |
|                                                                                     |       | |       |       |
|                                                                                     |       | |       |       |
| Яковлев (20) Вереш (12) Корнеев (10) Щербинин (7) Данте (6) Казаков (6) Гранкин (3) |       | Павлов (11) Ащев (8) Леоненко (8) Раймейкерс (4) Шакиров (3) Дубровин (2) Бутько (2) Воронков (1) Зубков (0) Анойкин (0) Комаров (0) Голубев (0) |       |       |
|                                                                                     |       | |       |       |
|                                                                                     |       | |       |       |
|                                                                                     |       | |       |       |
|                                                                                     |       | |       |       |
|                                                                                     |       | |       |       |

| Динамо |                         | Локомотив |
| ------ | ----------------------- | --------- |
| 3      | Подача (очки)           | 7         |
| 50     | Атака (очки)            | 23        |
| 11     | Блок (очки)             | 9         |
| 11     | Ошибки соперника (очки) | 14        |

Время матча — 1 час 10 минут. Лучшие по версии газеты Спорт-Экспресс: 1. Яковлев (Д). 2. Казаков (Д). 3. Гранкин (Д).

### 12-й тур
| 15 января 2011 отчёт | Ярославич | 0 : 3 (22:25, 17:25, 19:25) | Локомотив | СОК «Атлант», Ярославль |

| Отчёт                                                                 | Отчёт | Отчёт | Отчёт | Отчёт |
| --------------------------------------------------------------------- | ----- | --- | ----- | ----- |
|                                                                       |       | |       |       |
|                                                                       |       | |       |       |
|                                                                       |       | |       |       |
| Полтавский (14) Титич (6) Козлов (6) Пятак (5) Янич (3) Хамутцких (2) |       | Павлов (12) Леоненко (11) Ащев (8) Раймейкерс (8) Дубровин (7) Бутько (4) Зубков (0) Анойкин (0) Шакиров (0) Воронков (0) Голубев (0) Комаров (0) |       |       |
|                                                                       |       | |       |       |
|                                                                       |       | |       |       |
|                                                                       |       | |       |       |
|                                                                       |       | |       |       |
|                                                                       |       | |       |       |

| Ярославич |                         | Локомотив |
| --------- | ----------------------- | --------- |
| 1         | Подача (очки)           | 6         |
| 29        | Атака (очки)            | 34        |
| 6         | Блок (очки)             | 10        |
| 22        | Ошибки соперника (очки) | 25        |

Время матча — 1 час 06 минут. Лучшие по версии газеты Спорт-Экспресс: 1. Бутько (Л). 2. Леоненко (Л). 3. Ащев (Л).

### 13-й тур
| 26 января 2011 19:30 MSK отчёт | Искра | 3 : 0 (25:19, 25:21, 25:17) | Локомотив | Волейбольный СК , Одинцово |

| Отчёт                                                                  | Отчёт | Отчёт | Отчёт | Отчёт |
| ---------------------------------------------------------------------- | ----- | --- | ----- | ----- |
|                                                                        |       | |       |       |
|                                                                        |       | |       |       |
|                                                                        |       | |       |       |
| Спиридонов (17) Мосов (11) Шопс (7) Самика (7) Калинин (4) Макаров (2) |       | Павлов (10) Леоненко (8) Дубровин (8) Раймейкерс (6) Воронков (4) Ащев (3) Бутько (1) Зубков (0) Анойкин (0) Шакиров (0) Комаров (0) Голубев (0) |       |       |
|                                                                        |       | |       |       |
|                                                                        |       | |       |       |
|                                                                        |       | |       |       |
|                                                                        |       | |       |       |
|                                                                        |       | |       |       |

| Искра |                         | Локомотив |
| ----- | ----------------------- | --------- |
| 3     | Подача (очки)           | 2         |
| 45    | Атака (очки)            | 34        |
| 8     | Блок (очки)             | 4         |
| 19    | Ошибки соперника (очки) | 17        |

Время матча — 1 час 12 минут. Лучшие по версии газеты Спорт-Экспресс : 1. Спиридонов (И). 2. Макаров (И). 3. Кулешов (И).

### 14-й тур
| 30 января 2011 14:00 MSK отчёт | Локомотив | 3 : 0 (25:21, 25:18, 25:18) | Кузбасс | СКК «Север», Новосибирск |

| Отчёт | Отчёт | Отчёт                                                                                  | Отчёт | Отчёт |
| --- | ----- | -------------------------------------------------------------------------------------- | ----- | ----- |
| |       |                                                                                        |       |       |
| |       |                                                                                        |       |       |
| |       |                                                                                        |       |       |
| Павлов (14) Раймейкерс (12) Леоненко (9) Дубровин (7) Ащев (5) Бутько (3) Зубков (0) Анойкин (0) Шакиров (0) Воронков (0) Комаров (0) Голубев (0) Кривец (0) |       | Андрэ (11) Ли (7) Порошин (6) Ткаченко (5) Мельник (4) Хрищук (3) Мороз (1) Багрей (1) |       |       |
| |       |                                                                                        |       |       |
| |       |                                                                                        |       |       |
| |       |                                                                                        |       |       |
| |       |                                                                                        |       |       |
| |       |                                                                                        |       |       |

| Локомотив |                         | Кузбасс |
| --------- | ----------------------- | ------- |
| 3         | Подача (очки)           | 3       |
| 37        | Атака (очки)            | 26      |
| 10        | Блок (очки)             | 9       |
| 25        | Ошибки соперника (очки) | 19      |

Время матча — 1 час 08 минут. Лучшие по версии газеты Спорт-Экспресс: 1. Раймейкерс (Л). 2. Павлов (Л). 3. Леоненко (Л).

### 15-й тур
| 5 февраля 2011 15:00 MSK отчёт | Урал | 2 : 3 (21:25, 19:25, 26:24, 25:22, 12:15) | Локомотив | СДК «Динамо», Уфа Зрителей: 1000 |

| Отчёт                                                                                    | Отчёт | Отчёт | Отчёт | Отчёт |
| ---------------------------------------------------------------------------------------- | ----- | --- | ----- | ----- |
|                                                                                          |       | |       |       |
|                                                                                          |       | |       |       |
|                                                                                          |       | |       |       |
| Кромм (16) Афиногенов (11) Данилов (9) Ботин (9) Стэнли (8) Съемщиков (7) Самсонычев (3) |       | Павлов (31) Леоненко (17) Дубровин (13) Раймейкерс (10) Ащев (9) Бутько (8) Зубков (0) Анойкин (0) Шакиров (0) Воронков (0) Голубев (0) Комаров (0) |       |       |
|                                                                                          |       | |       |       |
|                                                                                          |       | |       |       |
|                                                                                          |       | |       |       |
|                                                                                          |       | |       |       |
|                                                                                          |       | |       |       |

| Уфа |                         | Локомотив |
| --- | ----------------------- | --------- |
| 4   | Подача (очки)           | 7         |
| 53  | Атака (очки)            | 63        |
| 6   | Блок (очки)             | 18        |
| 40  | Ошибки соперника (очки) | 23        |

Время матча — 2 час 00 минут. Лучшие по версии газеты Спорт-Экспресс: 1. Павлов (Л). 2. Афиногенов (У). 3. Леоненко (Л).

### 16-й тур
| 12 февраля 2011 14:00 MSK отчёт | Локомотив | 3 : 1 (21:25, 25:20, 25:19, 25:14) | Динамо-Янтарь | СКК «Север», Новосибирск |

| Отчёт | Отчёт | Отчёт                                                                            | Отчёт | Отчёт |
| --- | ----- | -------------------------------------------------------------------------------- | ----- | ----- |
| |       |                                                                                  |       |       |
| |       |                                                                                  |       |       |
| |       |                                                                                  |       |       |
| Воронков (21) Шакиров (14) Раймейкерс (12) Ащев (8) Дубровин (6) Бутько (3) Павлов (2) Леоненко (1) Зубков (0) Анойкин (0) Комаров (0) Голубев (0) Кривец (0) |       | Лекомцев (11) Терешин (11) Третьяков (9) Проскурня (6) Гидаспов (4) Игнатьев (4) |       |       |
| |       |                                                                                  |       |       |
| |       |                                                                                  |       |       |
| |       |                                                                                  |       |       |
| |       |                                                                                  |       |       |
| |       |                                                                                  |       |       |

| Локомотив |                         | Дин-Янтарь |
| --------- | ----------------------- | ---------- |
| 9         | Подача (очки)           | 2          |
| 45        | Атака (очки)            | 34         |
| 13        | Блок (очки)             | 9          |
| 29        | Ошибки соперника (очки) | 32         |

Время матча — 1 час 34 минуты. Лучшие по версии газеты Спорт-Экспресс: 1. Воронков (Л). 2. Реймекерс (Л). 3. Шакиров (Л).

### 17-й тур
| 16 февраля 2011 15:30 MSK отчёт | Локомотив | 3 : 1 (21:25, 25:22, 25:15, 28:26) | Локомотив-Белогорье | СКК «Север», Новосибирск Зрителей: 3000 |

| Отчёт | Отчёт | Отчёт                                                                                 | Отчёт | Отчёт |
| --- | ----- | ------------------------------------------------------------------------------------- | ----- | ----- |
| |       |                                                                                       |       |       |
| |       |                                                                                       |       |       |
| |       |                                                                                       |       |       |
| Павлов (17) Леоненко (12) Дьячков (12) Раймейкерс (9) Ащев (8) Воронков (6) Бутько (2) Зубков (1) Шакиров (0) Дубровин (0) Анойкин (0) Комаров (0) Голубев (0) Кривец (0) |       | Жигалов (19) Мусэрский (13) Ильиных (13) Ханипов (11) Хтей (6) Косарев (3) Багрей (3) |       |       |
| |       |                                                                                       |       |       |
| |       |                                                                                       |       |       |
| |       |                                                                                       |       |       |
| |       |                                                                                       |       |       |
| |       |                                                                                       |       |       |

| Локомотив |                         | Белогорье |
| --------- | ----------------------- | --------- |
| 12        | Подача (очки)           | 6         |
| 44        | Атака (очки)            | 47        |
| 11        | Блок (очки)             | 15        |
| 32        | Ошибки соперника (очки) | 20        |

Время матча — 1 час 43 минуты. Лучшие по версии газеты Спорт-Экспресс: 1. Леоненко (ЛН). 2. Воронков (ЛН). 3. Мусэрский (ЛБ).

### 18-й тур
| 19 февраля 2011 14:00 MSK отчёт | Локомотив | 1 : 3 (34:36, 21:25, 25:19, 21:25) | Факел | СКК «Север», Новосибирск Зрителей: 3000 |

| Отчёт | Отчёт | Отчёт                                                                                               | Отчёт | Отчёт |
| --- | ----- | --------------------------------------------------------------------------------------------------- | ----- | ----- |
| |       | |       |       |
| |       | |       |       |
| |       | |       |       |
| Павлов (21) Леоненко (16) Ащев (11) Раймейкерс (7) Дубровин (5) Дьячков (3) Воронков (2) Бутько (2) Зубков (0) Шакиров (0) Анойкин (0) Комаров (0) Голубев (0) Кривец (0) |       | Красиков (20) Бакун (17) Крицкий (11) Сивожелез (10) Жлоба (7) Россамахин (5) Мастюк (1) Хансен (1) |       |       |
| |       | |       |       |
| |       | |       |       |
| |       | |       |       |
| |       | |       |       |
| |       | |       |       |

| Локомотив |                         | Факел |
| --------- | ----------------------- | ----- |
| 9         | Подача (очки)           | 8     |
| 49        | Атака (очки)            | 50    |
| 9         | Блок (очки)             | 14    |
| 34        | Ошибки соперника (очки) | 33    |

Время матча — 1 час 47 минут. Лучшие по версии газеты Спорт-Экспресс: 1. Красиков (Ф). 2. Бакун (Ф). 3. Сивожелез (Ф).

### 19-й тур
| 4 марта 2011 17:00 MSK отчёт | Динамо (Крс) | 1 : 3 (20:25, 23:25, 28:26, 14:25) | Локомотив | ДС «Олимп», Краснодар |

| Отчёт | Отчёт | Отчёт | Отчёт | Отчёт |
| --- | ----- | --- | ----- | ----- |
| |       | |       |       |
| |       | |       |       |
| |       | |       |       |
| Клебер (25) Еремин (12) Ривалдо (8) Кузнецов (5) Латышев (5) Ежов (4) Мочалов (3) Шульгин (2) Ушаков (2) |       | Леоненко (27) Павлов (22) Дубровин (12) Раймейкерс (11) Ащев (8) Бутько (8) Зубков (0) Шакиров (0) Воронков (0) Комаров (0) Кривец (0) Дьячков (0) |       |       |
| |       | |       |       |
| |       | |       |       |
| |       | |       |       |
| |       | |       |       |
| |       | |       |       |

| Динамо |                         | Локомотив |
| ------ | ----------------------- | --------- |
| 4      | Подача (очки)           | 6         |
| 61     | Атака (очки)            | 68        |
| 1      | Блок (очки)             | 14        |
| 19     | Ошибки соперника (очки) | 13        |

Время матча — 1 час 41 минута. Лучшие по версии газеты Спорт-Экспресс: 1. Леоненко (Л). 2. Бутько (Л). 3. Клебер (Д).

### 20-й тур
| 16 марта 2011 16:00 MSK отчёт | Локомотив | 1 : 3 (25:12, 21:25, 19:25, 23:25) | Зенит-Казань | СКК «Север», Новосибирск Зрителей: 3000 |

| Отчёт | Отчёт | Отчёт                                                                              | Отчёт | Отчёт |
| --- | ----- | ---------------------------------------------------------------------------------- | ----- | ----- |
| |       |                                                                                    |       |       |
| |       |                                                                                    |       |       |
| |       |                                                                                    |       |       |
| Павлов (15) Дубровин (10) Леоненко (9) Раймейкерс (8) Дьячков (5) Ащев (5) Бутько (2) Воронков (0) Зубков (0) Шакиров (0) Анойкин (0) Комаров (0) Голубев (0) Кривец (0) |       | Придди (16) Пантелеймоненко (12) Михайлов (10) Апаликов (9) Абросимов (8) Болл (3) |       |       |
| |       |                                                                                    |       |       |
| |       |                                                                                    |       |       |
| |       |                                                                                    |       |       |
| |       |                                                                                    |       |       |
| |       |                                                                                    |       |       |

| Локомотив |                         | Зен-Каз |
| --------- | ----------------------- | ------- |
| 6         | Подача (очки)           | 7       |
| 38        | Атака (очки)            | 46      |
| 10        | Блок (очки)             | 5       |
| 34        | Ошибки соперника (очки) | 29      |

Время матча — 1 час 39 минут. Лучшие по версии газеты Спорт-Экспресс: 1. Болл (З). 2. Апаликов (З). 3. Павлов (Л).

### 21-й тур
| 19 марта 2011 16:00 MSK отчёт | Газпром-Югра | 2 : 3 (17:25, 21:25, 25:19, 25:20, 13:15) | Локомотив | СК «Премьер-Арена», Сургут |

| Отчёт                                                                        | Отчёт | Отчёт | Отчёт | Отчёт |
| ---------------------------------------------------------------------------- | ----- | --- | ----- | ----- |
|                                                                              |       | |       |       |
|                                                                              |       | |       |       |
|                                                                              |       | |       |       |
| Носенко (26) Родичев (13) Бирюков (12) Каджевич (12) Гуцалюк (8) Кобзарь (7) |       | Ащев (16) Павлов (15) Леоненко (13) Дубровин (12) Раймейкерс (9) Дьячков (4) Бутько (2) Зубков (0) Шакиров (0) Воронков (0) Комаров (0) Голубев (0) Кривец (0) |       |       |
|                                                                              |       | |       |       |
|                                                                              |       | |       |       |
|                                                                              |       | |       |       |
|                                                                              |       | |       |       |
|                                                                              |       | |       |       |

| Газ-Югра |                         | Локомотив |
| -------- | ----------------------- | --------- |
| 6        | Подача (очки)           | 6         |
| 59       | Атака (очки)            | 54        |
| 13       | Блок (очки)             | 11        |
| 23       | Ошибки соперника (очки) | 33        |

Время матча — 1 час 50 минут. Лучшие по версии газеты Спорт-Экспресс: 1. Носенко (Г). 2. Ащев (Л). 3. Бутько (Л).

### 22-й тур
| 22 марта 2011 15:30 MSK отчёт | Локомотив | 3 : 1 (25:17, 25:18, 23:25, 25:11) | Динамо (М) | СКК «Север», Новосибирск |

| Отчёт | Отчёт | Отчёт                                                                           | Отчёт | Отчёт |
| --- | ----- | ------------------------------------------------------------------------------- | ----- | ----- |
| |       |                                                                                 |       |       |
| |       |                                                                                 |       |       |
| |       |                                                                                 |       |       |
| Воронков (23 ) Дьячков (14) Раймейкерс (12) Шакиров (11) Кривец (10) Зубков (3) Дубровин (2) Павлов (0) Леоненко (0) Ащев (0) Бутько (0) Комаров (0) Голубев (0) |       | Алексеев (17) Центалович (13) Манеров (5) Безруков (3) Харитонов (3) Шараев (1) |       |       |
| |       |                                                                                 |       |       |
| |       |                                                                                 |       |       |
| |       |                                                                                 |       |       |
| |       |                                                                                 |       |       |
| |       |                                                                                 |       |       |

| Локомотив |                         | Динамо |
| --------- | ----------------------- | ------ |
| 16        | Подача (очки)           | 1      |
| 45        | Атака (очки)            | 38     |
| 14        | Блок (очки)             | 5      |
| 23        | Ошибки соперника (очки) | 27     |

Время матча — 1 час 30 минут. Лучшие по версии газеты Спорт-Экспресс: 1. Воронков (Л). 2. Реймекерс (Л). 3. Шакиров (Л).

### Движение команды по турам
| 2 |

| 2 |

| 2 |

| 2 |

| 2 |

| 3 |

| 1 |

| 1 |

| 1 |

| 1 |

| 1 |

| 1 |

| 3 |

| 2 |

| 2 |

| 2 |

| 2 |

| 3 |

| 2 |

| 3 |

| 3 |

| 3 |

| Суперлига | Место в таблице |

| Суперлига | Место в таблице |

### Турнирная таблица
|                                     | И  | В  | П  | 3:0 | 3:1 | 3:2 | 2:3 | 1:3 | 0:3 | С/П   | О  |
| ----------------------------------- | -- | -- | -- | --- | --- | --- | --- | --- | --- | ----- | -- |
| 1. «Искра» (Одинцово)               | 22 | 18 | 4  | 7   | 5   | 6   | 0   | 4   | 0   | 58:29 | 48 |
| 2. «Зенит» (Казань)                 | 22 | 15 | 7  | 8   | 6   | 1   | 4   | 3   | 0   | 56:29 | 48 |
| 3. «Локомотив» (Новосибирск)        | 22 | 17 | 5  | 6   | 7   | 4   | 0   | 2   | 3   | 53:30 | 47 |
| 4. «Факел» (Новый Уренгой)          | 22 | 14 | 8  | 4   | 6   | 4   | 2   | 4   | 2   | 50:38 | 40 |
| 5. «Динамо» (Москва)                | 22 | 14 | 8  | 8   | 3   | 3   | 0   | 5   | 3   | 47:33 | 39 |
| 6. «Локомотив-Белогорье» (Белгород) | 22 | 11 | 11 | 4   | 6   | 1   | 4   | 3   | 4   | 44:41 | 36 |
| 7. «Ярославич» (Ярославль)          | 22 | 10 | 12 | 3   | 4   | 3   | 4   | 3   | 5   | 41:46 | 31 |
| 8. «Динамо» (Краснодар)             | 22 | 9  | 13 | 2   | 4   | 3   | 4   | 7   | 2   | 42:49 | 28 |
| 9. «Газпром-Югра» (Сургут)          | 22 | 8  | 14 | 4   | 0   | 4   | 5   | 5   | 4   | 39:50 | 25 |
| 10. «Урал» (Уфа)                    | 22 | 7  | 15 | 3   | 1   | 3   | 5   | 4   | 6   | 35:52 | 23 |
| 11. «Кузбасс» (Кемерово)            | 22 | 7  | 15 | 2   | 3   | 2   | 4   | 3   | 8   | 32:52 | 23 |
| 12. «Динамо-Янтарь» (Калининград)   | 22 | 2  | 20 | 0   | 1   | 1   | 3   | 3   | 14  | 15:63 | 8  |

### Четвертьфиналы
| 30 марта 2011 15:00 MSK отчёт | Локомотив | 2 : 3 (16:25, 25:11, 22:25, 25:18, 13:15) | Локомотив-Белогорье | СКК «Север», Новосибирск Зрителей: 2800 |

| Отчёт | Отчёт | Отчёт                                                                                                | Отчёт | Отчёт |
| --- | ----- | --- | ----- | ----- |
| |       | |       |       |
| |       | |       |       |
| |       | |       |       |
| Павлов (19) Дьячков (17) Раймейкерс (12) Ащев (9) Леоненко (8) Бутько (5) Дубровин (1) Шакиров (1) Воронков (0) Зубков (0) Анойкин (0) Комаров (0) Голубев (0) Кривец (0) |       | Хтей (18) Мусэрский (17) Ильиных (14) Жигалов (13) Сычёв (8) Ханипов (2) Колодинский (2) Косарев (1) |       |       |
| |       | |       |       |
| |       | |       |       |
| |       | |       |       |
| |       | |       |       |
| |       | |       |       |

| Локомотив |                         | Белогорье |
| --------- | ----------------------- | --------- |
| 8         | Подача (очки)           | 13        |
| 51        | Атака (очки)            | 53        |
| 13        | Блок (очки)             | 9         |
| 29        | Ошибки соперника (очки) | 19        |

Время матча — 1 час 44 минуты Лучшие по версии газеты Спорт-Экспресс: 1. Хтей (ЛБ). 2. Мусэрский (ЛБ). 3. Дьячков (ЛН).
| 31 марта 2011 15:00 MSK отчёт | Локомотив | 0 : 3 (30:32, 22:25, 22:25) | Локомотив-Белогорье | СКК «Север», Новосибирск Зрителей: 2800 |

| Отчёт | Отчёт | Отчёт                                                         | Отчёт | Отчёт |
| --- | ----- | ------------------------------------------------------------- | ----- | ----- |
| |       |                                                               |       |       |
| |       |                                                               |       |       |
| |       |                                                               |       |       |
| Павлов (13) Леоненко (10) Дьячков (9) Раймейкерс (6) Дубровин (6) Ащев (4) Бутько (3) Воронков (3) Шакиров (0) Зубков (0) Анойкин (0) Комаров (0) Голубев (0) Кривец (0) |       | Мусэрский (16) Жигалов (14) Хтей (12) Ильиных (11) Сычёв (10) |       |       |
| |       |                                                               |       |       |
| |       |                                                               |       |       |
| |       |                                                               |       |       |
| |       |                                                               |       |       |
| |       |                                                               |       |       |

| Локомотив |                         | Белогорье |
| --------- | ----------------------- | --------- |
| 6         | Подача (очки)           | 2         |
| 44        | Атака (очки)            | 52        |
| 4         | Блок (очки)             | 9         |
| 20        | Ошибки соперника (очки) | 19        |

Время матча — 1 час 28 минут Лучшие по версии газеты Спорт-Экспресс: 1. Мусэрский (ЛБ). 2. Жигалов (ЛБ). 3. Павлов (ЛН).
| 4 апреля 2011 19:00 MSK отчёт | Локомотив-Белогорье | 3 : 0 (25:21, 25:19, 25:20) | Локомотив | ДС "Космос" , Белгород |

| Отчёт                                                                       | Отчёт | Отчёт | Отчёт | Отчёт |
| --------------------------------------------------------------------------- | ----- | --- | ----- | ----- |
|                                                                             |       | |       |       |
|                                                                             |       | |       |       |
|                                                                             |       | |       |       |
| Жигалов (18) Мусэрский (11) Хтей (11) Ильиных (9) Сычёв (5) Колодинский (2) |       | Воронков (10) Павлов (8) Дубровин (8) Леоненко (4) Дьячков (4) Раймейкерс (4) Ащев (4) Зубков (1) Бутько (0) Шакиров (0) Голубев (0) |       |       |
|                                                                             |       | |       |       |
|                                                                             |       | |       |       |
|                                                                             |       | |       |       |
|                                                                             |       | |       |       |
|                                                                             |       | |       |       |

| Белогорье |                         | Локомотив |
| --------- | ----------------------- | --------- |
| 10        | Подача (очки)           | 5         |
| 34        | Атака (очки)            | 32        |
| 12        | Блок (очки)             | 6         |
| 19        | Ошибки соперника (очки) | 17        |

Время матча — 1 час 13 минут Лучшие по версии газеты Спорт-Экспресс: 1. Жигалов (ЛБ). 2. Мусэрский (ЛБ). 3. Ильиных (ЛБ).

## Кубок России

### 1-й групповой турнир
| 01 октября 2010 15:00 MSK | Локомотив | 3 : 0 (27:25, 25:16, 25:17) | Югра-Самотлор | СКК «Север», Новосибирск Зрителей: 3000 |

| Отчёт                                                                                      | Отчёт | Отчёт                                                                                              | Отчёт | Отчёт |
| ------------------------------------------------------------------------------------------ | ----- | -------------------------------------------------------------------------------------------------- | ----- | ----- |
|                                                                                            |       | |       |       |
|                                                                                            |       | |       |       |
|                                                                                            |       | |       |       |
| Воронков (17) Саммельвуо (14) Добровин (9) Раймейкерс (9) Ащев (7) Леоненко (5) Бутько (2) |       | Нежельский (14) Сысоев (10) Петров (9) Соболев (5) Соколов (3) Чуйкин (1) Мамедов (1) Драгунов (1) |       |       |
|                                                                                            |       | |       |       |
|                                                                                            |       | |       |       |
|                                                                                            |       | |       |       |
|                                                                                            |       | |       |       |
|                                                                                            |       | |       |       |

Время матча — 1 час 08 минут.
| 02 октября 2010 15:00 MSK | Локомотив | 3 : 1 (23:25, 25:23, 25:19, 25:23) | Газпром-Югра | СКК «Север», Новосибирск |

| Отчёт                                                                                     | Отчёт | Отчёт                                                            | Отчёт | Отчёт |
| ----------------------------------------------------------------------------------------- | ----- | ---------------------------------------------------------------- | ----- | ----- |
|                                                                                           |       |                                                                  |       |       |
|                                                                                           |       |                                                                  |       |       |
|                                                                                           |       |                                                                  |       |       |
| Леоненко (20) Воронков (18) Саммельвуо (11) Раймейкерс (9) Ащев (7) Зубков (2) Бутько (1) |       | Носенко (27) Бестужев (18) Кадзевич (10) Гуцалюк (9) Шулепов (6) |       |       |
|                                                                                           |       |                                                                  |       |       |
|                                                                                           |       |                                                                  |       |       |
|                                                                                           |       |                                                                  |       |       |
|                                                                                           |       |                                                                  |       |       |
|                                                                                           |       |                                                                  |       |       |

Время матча — 1 час 43 минуты.
| 03 октября 2010 15:00 MSK | Локомотив | 3 : 0 (25:19, 25:13, 25:20) | Тюмень | СКК «Север», Новосибирск |

| Отчёт                                                                                                | Отчёт | Отчёт                                                                                      | Отчёт | Отчёт |
| --- | ----- | ------------------------------------------------------------------------------------------ | ----- | ----- |
| |       |                                                                                            |       |       |
| |       |                                                                                            |       |       |
| |       |                                                                                            |       |       |
| Леоненко (16) Саммельвуо (11) Воронков (9) Ащев (6) Раймейкерс (5) Бутько (2) Анойкин (2) Павлов (1) |       | Матковский (11) Бурцев (10) Самсонов (9) Титаренко (5) Медведев (3) Киктев (1) Житиков (1) |       |       |
| |       |                                                                                            |       |       |
| |       |                                                                                            |       |       |
| |       |                                                                                            |       |       |
| |       |                                                                                            |       |       |
| |       |                                                                                            |       |       |

Время матча — 1 час 05 минут.
| 05 октября 2010 15:00 MSK | Локомотив | 1 : 3 (20:25, 27:25, 19:25, 21:25) | Кузбасс | СКК «Север», Новосибирск |

| Отчёт | Отчёт | Отчёт | Отчёт | Отчёт |
| ----- | ----- | ----- | ----- | ----- |
|       |       |       |       |       |
|       |       |       |       |       |
|       |       |       |       |       |
|       |       |       |       |       |
|       |       |       |       |       |
|       |       |       |       |       |
|       |       |       |       |       |
|       |       |       |       |       |
|       |       |       |       |       |

| 06 октября 2010 15:00 MSK | Локомотив | 3 : 1 (25:23, 25:19, 22:25, 25:21) | Дорожник | СКК «Север», Новосибирск |

| Отчёт | Отчёт | Отчёт | Отчёт | Отчёт |
| ----- | ----- | ----- | ----- | ----- |
|       |       |       |       |       |
|       |       |       |       |       |
|       |       |       |       |       |
|       |       |       |       |       |
|       |       |       |       |       |
|       |       |       |       |       |
|       |       |       |       |       |
|       |       |       |       |       |
|       |       |       |       |       |

| 15 октября 2010 MSK | Локомотив | 3 : 1 (25:17, 25:23, 23:25, 25:16) | Югра-Самотлор | Теннисный центр, Сургут Зрителей: 10 |

| Отчёт                                                                                       | Отчёт | Отчёт                                                                                     | Отчёт | Отчёт |
| ------------------------------------------------------------------------------------------- | ----- | ----------------------------------------------------------------------------------------- | ----- | ----- |
|                                                                                             |       |                                                                                           |       |       |
|                                                                                             |       |                                                                                           |       |       |
|                                                                                             |       |                                                                                           |       |       |
| Воронков (26) Ащев (13) Бутько (11) Леоненко (11) Раймейкерс (9) Шакиров (7) Саммельвуо (4) |       | Нежельский (25) Петров (14) Кузьмичев (8) Соколов (5) Костиков (3) Сысоев (2) Березин (2) |       |       |
|                                                                                             |       |                                                                                           |       |       |
|                                                                                             |       |                                                                                           |       |       |
|                                                                                             |       |                                                                                           |       |       |
|                                                                                             |       |                                                                                           |       |       |
|                                                                                             |       |                                                                                           |       |       |

Время матча — 1 час 35 минут.
| 16 октября 2010 15:00 MSK | Локомотив | 3 : 2 (25:23, 21:25, 26:24, 32:34, 15:10) | Газпром-Югра | Теннисный центр, Сургут Зрителей: 500 |

| Отчёт | Отчёт | Отчёт                                                                                      | Отчёт | Отчёт |
| --- | ----- | ------------------------------------------------------------------------------------------ | ----- | ----- |
| |       |                                                                                            |       |       |
| |       |                                                                                            |       |       |
| |       |                                                                                            |       |       |
| Леоненко (26) Павлов (14) Ащев (13) Раймейкерс (11) Саммельвуо (10) Бутько (8) Воронков (7) Саммельвуо (14) |       | Носенко (30) Шулепов (12) Бестужев (10) Кобзарь (9) Гуцалюк (9) Пархомчук (8) Кадзевич (7) |       |       |
| |       |                                                                                            |       |       |
| |       |                                                                                            |       |       |
| |       |                                                                                            |       |       |
| |       |                                                                                            |       |       |
| |       |                                                                                            |       |       |

Время матча — 2 часа 10 минут.
| 17 октября 2010 13:00 MSK | Локомотив | 3 : 0 (25:17, 25:19, 25:15) | Тюмень | Теннисный центр, Сургут Зрителей: 30 |

| Отчёт | Отчёт | Отчёт                                                                     | Отчёт | Отчёт |
| --- | ----- | ------------------------------------------------------------------------- | ----- | ----- |
| |       |                                                                           |       |       |
| |       |                                                                           |       |       |
| |       |                                                                           |       |       |
| Павлов (20) Леоненко (10) Анойкин (6) Раймейкерс (6) Шакиров (5) Ащев (4) Бутько (3) Дубровин (3) Зубков (1) Саммельвуо (1) |       | Рыков (15) Бурцев (7) Медведев (5) Самсонов (4) Титаренко (4) Зятиков (1) |       |       |
| |       |                                                                           |       |       |
| |       |                                                                           |       |       |
| |       |                                                                           |       |       |
| |       |                                                                           |       |       |
| |       |                                                                           |       |       |

Время матча — 1 час 04 минуты.
| 19 октября 2010 MSK | Локомотив | 3 : 0 (25:21, 25:14, 25:15) | Кузбасс | Теннисный центр, Сургут |

| Отчёт                                                                        | Отчёт | Отчёт                                                                                                 | Отчёт | Отчёт |
| ---------------------------------------------------------------------------- | ----- | --- | ----- | ----- |
|                                                                              |       | |       |       |
|                                                                              |       | |       |       |
|                                                                              |       | |       |       |
| Леоненко (17) Павлов (11) Саммельвуо (11) Ащев (6) Бутько (6) Раймейкерс (1) |       | Зинко (10) Порошин (9) Щербаков (7) Мороз (5) Баранов (4) Бьерн (2) Мельник (1) Бардок (1) Хрищук (1) |       |       |
|                                                                              |       | |       |       |
|                                                                              |       | |       |       |
|                                                                              |       | |       |       |
|                                                                              |       | |       |       |
|                                                                              |       | |       |       |

Время матча — 1 час 07 минут.
| 20 октября 2010 MSK | Локомотив | 3 : 0 (25:23, 25:22, 25:16) | Дорожник | Теннисный центр, Сургут |

| Отчёт                                                                                    | Отчёт | Отчёт | Отчёт | Отчёт |
| ---------------------------------------------------------------------------------------- | ----- | ----- | ----- | ----- |
|                                                                                          |       |       |       |       |
|                                                                                          |       |       |       |       |
|                                                                                          |       |       |       |       |
| Саммельвуо (20) Дубровин (10) Раймейкерс (7) Павлов (6) Воронков (6) Ащев (4) Зубков (4) |       |       |       |       |
|                                                                                          |       |       |       |       |
|                                                                                          |       |       |       |       |
|                                                                                          |       |       |       |       |
|                                                                                          |       |       |       |       |
|                                                                                          |       |       |       |       |

| Место | Команда       | И  | В | П | Парт    | Очки |
| ----- | ------------- | -- | - | - | ------- | ---- |
| 1     | Локомотив     | 10 | 9 | 1 | 28 − 8  | 26   |
| 2     | Газпром-Югра  | 10 | 7 | 3 | 26 − 14 | 22   |
| 3     | Кузбасс       | 10 | 7 | 3 | 23 − 14 | 20   |
| 4     | Дорожник      | 10 | 3 | 7 | 15 − 26 | 9    |
| 5     | Югра-Самотлор | 10 | 2 | 8 | 13 − 25 | 8    |
| 6     | Тюмень        | 10 | 2 | 8 | 11 − 28 | 5    |

### 2-й групповой турнир
| 09 ноября 2010 17:00 MSK | Локомотив | 3 : 0 (25:21, 25:15, 25:14) | Дорожник | СКК «Север», Новосибирск Зрителей: 1500 |

| Отчёт                                                                                                | Отчёт | Отчёт | Отчёт | Отчёт |
| --- | ----- | --- | ----- | ----- |
| |       | |       |       |
| |       | |       |       |
| |       | |       |       |
| Павлов (13) Саммельвуо (10) Леоненко (9) Раймейкерс (7) Ащев (4) Бутько (4) Воронков (2) Шакиров (1) |       | Александров (13) Шумилин (7) Поляков (6) Андрианов (4) Анкудович (2) Люстровой (2) Сухацкий (2) Никитин (1) Маликий (1) |       |       |
| |       | |       |       |
| |       | |       |       |
| |       | |       |       |
| |       | |       |       |
| |       | |       |       |

Время матча — 1 час 09 минут.
| 10 ноября 2010 15:00 MSK | Локомотив | 3 : 0 (28:26, 25:23, 25:17) | Факел | СКК «Север», Новосибирск Зрителей: 2500 |

| Отчёт                                                                                    | Отчёт | Отчёт                                                                             | Отчёт | Отчёт |
| ---------------------------------------------------------------------------------------- | ----- | --------------------------------------------------------------------------------- | ----- | ----- |
|                                                                                          |       |                                                                                   |       |       |
|                                                                                          |       |                                                                                   |       |       |
|                                                                                          |       |                                                                                   |       |       |
| Саммельвуо (19) Павлов (16) Раймейкерс (8) Дубровин (6) Ащев (5) Бутько (3) Леоненко (2) |       | Бакун (16) Крицкий (16) Сивожелез (12) Россамахин (6) Куликовский (3) Бекетов (1) |       |       |
|                                                                                          |       |                                                                                   |       |       |
|                                                                                          |       |                                                                                   |       |       |
|                                                                                          |       |                                                                                   |       |       |
|                                                                                          |       |                                                                                   |       |       |
|                                                                                          |       |                                                                                   |       |       |

Время матча — 1 час 19 минут.
| 11 ноября 2010 15:00 MSK | Локомотив | 3 : 1 (25:17, 22:25, 25:14, 25:21) | Кузбасс | СКК «Север», Новосибирск |

| Отчёт                                                                                                  | Отчёт | Отчёт | Отчёт | Отчёт |
| --- | ----- | --- | ----- | ----- |
| |       | |       |       |
| |       | |       |       |
| |       | |       |       |
| Саммельвуо (19) Павлов (13) Раймейкерс (12) Ащев (8) Леоненко (8) Воронков (6) Дубровин (3) Бутько (3) |       | Мороз (25) Бьерн (10) Хрищук (9) Ли (6) Порошин (4) Зинко (3) Баранов (1) Багрев (1) Щербаков (1) Бардок (1) |       |       |
| |       | |       |       |
| |       | |       |       |
| |       | |       |       |
| |       | |       |       |
| |       | |       |       |

Время матча — 1 час 35 минут.
| Место | Команда   | И | В | П | Парт  | Очки |
| ----- | --------- | - | - | - | ----- | ---- |
| 1     | Локомотив | 3 | 3 | 0 | 9 − 1 | 9    |
| 2     | Факел     | 3 | 2 | 1 | 6 − 4 | 6    |
| 3     | Кузбасс   | 3 | 1 | 2 | 5 − 6 | 3    |
| 4     | Дорожник  | 3 | 0 | 3 | 0 − 9 | 0    |

### ФИНАЛ четырёх

#### Полуфинал
| 24 декабря 2010 15:30 MSK отчёт | Локомотив | 3 : 0 (27:25, 25:23, 25:16) | Зенит | СКК «Север», Новосибирск Зрителей: 3500 |

| Отчёт | Отчёт | Отчёт | Отчёт | Отчёт |
| --- | ----- | --- | ----- | ----- |
| |       | |       |       |
| |       | |       |       |
| |       | |       |       |
| Павлов (18) Леоненко (12) Раймейкерс (9) Ащев (6) Дубровин (4) Бутько (4) Саммельвуо (0) Воронков (0) Комаров (0) |       | Михайлов (14) Придди (8) Апаликов (7) Тетюхин (4) Абросимов (4) Болл (2) Пантелеймоненко (2) Черемисин (1) |       |       |
| |       | |       |       |
| |       | |       |       |
| |       | |       |       |
| |       | |       |       |
| |       | |       |       |

| Локомотив |                         | Зенит |
| --------- | ----------------------- | ----- |
| 3         | Подача (очки)           | 1     |
| 43        | Атака (очки)            | 36    |
| 7         | Блок (очки)             | 5     |
| 24        | Ошибки соперника (очки) | 22    |

Время матча — 1 час 15 минут.

#### ФИНАЛ
| 25 декабря 2010 14:30 MSK отчёт | Локомотив | 3 : 1 (17:25, 25:22, 25:21, 25:21) | Динамо (М) | СКК «Север», Новосибирск Зрителей: 3500 |

| Отчёт | Отчёт | Отчёт                                                                    | Отчёт | Отчёт |
| --- | ----- | ------------------------------------------------------------------------ | ----- | ----- |
| |       |                                                                          |       |       |
| |       |                                                                          |       |       |
| |       |                                                                          |       |       |
| Павлов (23) Дубровин (12) Леоненко (11) Раймейкерс (10) Ащев (6) Бутько (3) Зубков (1) Воронков (0) Комаров (0) |       | Данте (20) Яковлев (15) Вереш (12) Казаков (10) Щербинин (5) Гранкин (3) |       |       |
| |       |                                                                          |       |       |
| |       |                                                                          |       |       |
| |       |                                                                          |       |       |
| |       |                                                                          |       |       |
| |       |                                                                          |       |       |

| Локомотив |                         | Динамо |
| --------- | ----------------------- | ------ |
| 8         | Подача (очки)           | 4      |
| 47        | Атака (очки)            | 52     |
| 11        | Блок (очки)             | 9      |
| 26        | Ошибки соперника (очки) | 24     |

Время матча — 1 час 36 минут.

## Состав с начала сезона
| №  | Имя               | Поз          | И  | Очк | Подача | Эф.приём | Атака | Блок | Ошиб | Примечание      |
| -- | ----------------- | ------------ | -- | --- | ------ | -------- | ----- | ---- | ---- | --------------- |
| 2  | Сергей Анойкин    | Блокирующий  |    |     |        |          |       |      |      |                 |
| 5  | Андрей Ащев       | Блокирующий  | 24 | 204 | 14     | 33%      | 125   | 65   | 23   |                 |
| 8  | Матиас Раймейкерс | Блокирующий  | 25 | 210 | 11     | -        | 126   | 73   | 57   |                 |
| 23 | Александр Кривец  | Блокирующий  | 1  | 10  | 3      | 50%      | 5     | 2    | 5    | пришёл 29.01.11 |
| 1  | Андрей Зубков     | Связующий    | 15 | 9   | 4      | -        | 1     | 4    | 18   |                 |
| 12 | Александр Бутько  | Связующий    | 24 | 82  | 20     | -        | 20    | 42   | 51   |                 |
| 6  | Николай Павлов    | Диагональный | 24 | 406 | 52     | 25%      | 324   | 30   | 91   |                 |
| 7  | Филипп Воронков   | Диагональный | 23 | 94  | 20     | -        | 70    | 4    | 26   |                 |
| 4  | Юрий Шакиров      | Доигровщик   | 10 | 41  | 5      | 30%      | 30    | 6    | 14   |                 |
| 13 | Николай Леоненко  | Доигровщик   | 24 | 277 | 19     | 30%      | 230   | 28   | 132  |                 |
| 15 | Антон Дубровин    | Доигровщик   | 24 | 158 | 12     | 23%      | 122   | 24   | 116  |                 |
| 16 | Туомас Саммельвуо | Доигровщик   | 5  | 28  | 1      | 32%      | 21    | 6    | 11   |                 |
| 21 | Андрей Дьячков    | Доигровщик   | 8  | 69  | 3      | 29%      | 61    | 5    | 33   | пришёл 16.02.11 |
| 9  | Евгений Митьков   | Либеро       | 1  | 0   | 0      | 0        | 0     | 0    | 1    |                 |
| 10 | Валерий Комаров   | Либеро       | 24 | 0   | 0      | 27%      | 0     | 0    | 26   |                 |
| 19 | Валентин Голубев  | Либеро       | 5  | 0   | 0      | 19%      | 0     | 0    | 4    |                 |

Генеральный директор — Роман Станиславов
Главный тренер — Андрей Воронков
Тренеры — Никола Джиолито, Сергей Белянский.

## СДЮШОР-Локомотив
Резервисты «Локомотива» стали победителями Высшей Лиги «Б», тем самым завоевали право выступать в следующем сезоне в Высшей Лиге «А». 

### Предварительный этап Зоны Восточной Сибири и Дальнего Востока
| Дата     | Место проведения | Команда противника      | Счёт                                   |
| -------- | ---------------- | ----------------------- | -------------------------------------- |
| 09.10.10 | В гостях         | ЗабГПУ (Чита)           | 3:1 (19:25, 25:18, 25:13, 25:20)       |
| 10.10.10 | В гостях         | ЗабГПУ (Чита)           | 3:0 (25:13, 25:19, 25:23)              |
| 13.10.10 | В гостях         | Динамо (Хабаровск)      | 3:1 (25:23, 25:23, 20:25, 25:17)       |
| 14.10.10 | В гостях         | Динамо (Хабаровск)      | 2:3 (25:22, 23:25, 26:24, 19:25, 9:15) |
| 23.10.10 | В гостях         | Дорожник-2 (Красноярск) | 3:0 (25:20, 25:20, 25:23)              |
| 24.10.10 | В гостях         | Дорожник-2 (Красноярск) | 3:1 (25:19, 25:19, 20:25, 25:20)       |
| 27.10.10 | Дома             | Дорожник-2 (Красноярск) | 3:2 (25:22, 23:25, 21:25, 25:16, 15:7) |
| 28.10.10 | Дома             | Дорожник-2 (Красноярск) | 3:0 (25:18, 25:23, 25:17)              |
| 13.11.10 | Дома             | Янтарь (Северск)        | 1:3 (17:25, 24:26, 25:21, 21:25)       |
| 14.11.10 | Дома             | Янтарь (Северск)        | 2:3 (15:25, 25:21, 25:16, 21:25, 8:15) |
| 04.12.10 | В гостях         | Университет (Барнаул)   | 0:3 (22:25, 20:25, 23:25)              |
| 05.12.10 | В гостях         | Университет (Барнаул)   | 1:3 (26:28, 25:15, 20:25, 23:25)       |
| 11.12.10 | Дома             | ЗабГПУ (Чита)           | 3:0 (25:15, 28:26, 25:16)              |
| 12.12.10 | Дома             | ЗабГПУ (Чита)           | 3:0 (31:29, 25:20, 25:12)              |
| 15.12.10 | Дома             | Динамо (Хабаровск)      | 3:1 (23:25, 25:20, 25:21, 25:20)       |
| 16.12.10 | Дома             | Динамо (Хабаровск)      | 3:1 (19:25, 25:18, 25:23, 25:17)       |
| 05.02.11 | В гостях         | Янтарь (Северск)        | 1:3 (22:25, 30:32, 25:17, 23:25)       |
| 06.02.11 | В гостях         | Янтарь (Северск)        | 0:3 (15:25, 18:25, 20:25)              |
| 12.02.11 | Дома             | Университет (Барнаул)   | 0:3 (23:25, 23:25, 21:25)              |
| 13.02.11 | Дома             | Университет (Барнаул)   | 3:1 (25:12, 21:25, 25:12, 27:25)       |

| Место | Команда                 | И  | В  | П  | Пар     | Очки |
| ----- | ----------------------- | -- | -- | -- | ------- | ---- |
| 1     | Университет (Барнаул)   | 20 | 16 | 4  | 55 − 18 | 51   |
| 2     | Янтарь (Северск)        | 20 | 15 | 5  | 50 − 26 | 43   |
| 3     | СДЮШОР (Новосибирск)    | 20 | 12 | 8  | 43 − 32 | 37   |
| 4     | Динамо (Хабаровск)      | 20 | 12 | 8  | 44 − 39 | 32   |
| 5     | ЗабГПУ-Динамо (Чита)    | 20 | 5  | 15 | 19 − 55 | 10   |
| 6     | Дорожник-2 (Красноярск) | 20 | 0  | 20 | 17 − 58 | 7    |

### Финальный этап Зоны Сибири и Дальнего Востока
1 тур 28 февраля - 6 марта г. Барнаул
| Дата     | Команда противника            | Счёт                             |
| -------- | ----------------------------- | -------------------------------- |
| 01.03.11 | Динамо (Хабаровск)            | 3:1 (22:25, 25:16, 25:20, 25:19) |
| 02.03.11 | ДЮСШ-Самотлор (Нижневартовск) | 3:0 (25:16, 25:22, 25:22)        |
| 03.03.11 | Университет (Барнаул)         | 3:1 (25:18, 23:25, 25:17, 25:21) |
| 05.03.11 | Янтарь (Северск)              | 0:3 (15:25, 22:25, 20:25)        |
| 06.03.11 | Нефтегазунивер (Тюмень)       | 3:1 (25:12, 25:20, 24:26, 25:21) |

2 тур 21-27 марта г. Новосибирск
| Дата     | Команда противника            | Счёт                             |
| -------- | ----------------------------- | -------------------------------- |
| 22.03.11 | ДЮСШ-Самотлор (Нижневартовск) | 3:1 (25:21, 23:25, 25:18, 25:7)  |
| 23.03.11 | Нефтегазунивер (Тюмень)       | 1:3 (27:29, 12:25, 25:13, 23:25) |
| 24.03.11 | Университет (Барнаул)         | 3:0 (25:21, 25:23, 25:23)        |
| 26.03.11 | Динамо (Хабаровск)            | 3:0 (25:17, 25:20, 25:17)        |
| 27.03.11 | Янтарь (Северск)              | 3:0 (25:23, 25:16, 25:10)        |

| Место | Команда                       | И  | В | П  | Пар     | Очки |
| ----- | ----------------------------- | -- | - | -- | ------- | ---- |
| 1     | СДЮШОР (Новосибирск)          | 10 | 8 | 2  | 25 − 10 | 24   |
| 2     | Университет (Барнаул)         | 10 | 7 | 3  | 24 − 12 | 21   |
| 3     | Янтарь (Северск)              | 10 | 7 | 3  | 24 − 12 | 21   |
| 4     | Динамо (Хабаровск)            | 10 | 5 | 5  | 16 − 20 | 14   |
| 5     | Нефтегазунивер (Тюмень)       | 10 | 3 | 7  | 13 − 24 | 9    |
| 6     | ДЮСШ-Самотлор (Нижневартовск) | 10 | 0 | 10 | 6 − 30  | 1    |

### Финальный этап Высшей лиги "Б"
1 тур 15 - 21 апреля г. Пермь
| Дата     | Команда противника              | Счёт                                    |
| -------- | ------------------------------- | --------------------------------------- |
| 15.04.11 | Зенит - 2 (Казань)              | 3:0 (25:18, 25:21, 25:17)               |
| 16.04.11 | Янтарь (Северск)                | 3:0 (25:17, 25:21, 25:22)               |
| 18.04.11 | Университет (Барнаул)           | 3:0 (25:18, 25:23, 25:17)               |
| 20.04.11 | Прикамье (Пермь)                | 3:2 (25:19, 22:25, 34:32, 17:25, 15:12) |
| 21.04.11 | Газпром-Ставрополь (Георгиевск) | 3:1 (25:21, 25:19, 20:25, 25:22)        |

2 тур 3 - 8 мая г. Новосибирск
| Дата     | Команда противника              | Счёт                             |
| -------- | ------------------------------- | -------------------------------- |
| 03.05.11 | Прикамье (Пермь)                | 3:1 (25:17, 21:25, 25:22, 25:23) |
| 04.05.11 | Университет (Барнаул)           | 0:3 (22:25, 22:25, 22:25)        |
| 05.05.11 | Зенит-2 (Казань)                | 3:0 (25:15, 25:18, 25:23)        |
| 07.05.11 | Янтарь (Северск)                | 3:0 (25:18, 25:12, 25:13)        |
| 08.05.11 | Газпром-Ставрополь (Георгиевск) | 3:0 (25:22, 25:19, 25:19)        |

| Место | Команда                         | И  | В | П | Пар     | Очки |
| ----- | ------------------------------- | -- | - | - | ------- | ---- |
| 1     | СДЮШОР (Новосибирск)            | 10 | 9 | 1 | 27 − 7  | 26   |
| 2     | Прикамье (Пермь)                | 10 | 6 | 4 | 24 − 18 | 18   |
| 3     | Университет (Барнаул)           | 10 | 5 | 5 | 22 − 17 | 18   |
| 4     | Газпром-Ставрополь (Георгиевск) | 10 | 5 | 5 | 20 − 20 | 14   |
| 5     | Зенит-2 (Казань)                | 10 | 4 | 6 | 15 − 22 | 12   |
| 6     | Янтарь (Северск)                | 10 | 1 | 9 | 5 − 29  | 2    |

### Состав СДЮШОР
| Имя                 | Поз          | Год рождения |
| ------------------- | ------------ | ------------ |
| Алексей Кобилев     |              | 1994         |
| Максим Куликов      | Блокирующий  | 1992         |
| Константин Гаврилов | Диагональный | 1993         |
| Роман Жось          |              | 1995         |
| Богдан Гливенко     | Диагональный | 1992         |
| Иван Валеев         | Доигровщик   | 1991         |
| Валентин Голубев    | Либеро       | 1992         |
| Иван Комаров        | Доигровщик   | 1992         |
| Александр Ткачев    | Блокирующий  | 1991         |
| Алексей Тертышников | Доигровщик   | 1993         |
| Филипп Мокиевский   | Блокирующий  | 1992         |
| Александр Щурин     | Пасующий     | 1992         |
| Павел Таюрский      | Доигровщик   | 1991         |
| Илья Петрушов       |              | 1994         |
| Никита Аксютин      |              | 1994         |
| Константин Осипов   | Пасующий     | 1992         |

Главный тренер — Андрей Кукушкин

## Хронология событий
- 17 сентября 2010 г.  «Локомотив» ознакомил болельщиков с ценовой политикой на абонементы и входные билеты: 2500 рублей и от 200 до 100 рублей соответственно.
- сентябрь 2010 г. Второй год подряд «Локомотив» выигрывает Кубок Сибири и Дальнего Востока, который разыгрывался в Нижневартовске. В решающем матче за Кубок был обыгран «Газпром-Югра» со счётом 3:0 (25:16, 25:19, 25:20).
- 13 октября 2010 г.  на официальном сайте клуба подведены итоги голосования на лучшего игрока сентября. Победителем стал Филипп Воронков — 88 голосов.
- 08 ноября 2010 г.  на официальном сайте клуба подведены итоги голосования на лучшего игрока октября. Победителем стал Александр Бутько — 211 голосов.
- 06 декабря 2010 г.  на официальном сайте клуба подведены итоги голосования на лучшего игрока ноября. Победителем стал Николай Павлов — 184 голоса.
- 25 декабря 2010 г.  «Локомотив», одержав победу в финале над московским «Динамо», впервые в своей истории стал обладателем Кубка России. Также клуб получил право участвовать в сезоне 2011/12 в Лиге чемпионов. По итогам турнира были определены лучшие игроки. Волейболистам «Локомотива» были присуждены следующие призы:
  - MVP и лучший в атаке — Николай Павлов
  - Лучший связующий — Александр Бутько
  - Лучший либеро — Валерий Комаров
- 11 января 2011 г.  на официальном сайте клуба подведены итоги голосования на лучшего игрока декабря. Победителем стал Николай Павлов — 322 голоса.
- 16 января 2011 г.  на интернет-портале газеты «Спорт-Экспресс» завершилось голосование болельщиков, определявших составы команд-участниц Матча звёзд-2011, который пройдёт 22 января в Кемерове. По итогам голосования игроками стартового состава в команде «Восток» были определены следующие волейболисты «Локомотива»: Валерий Комаров (3314 голоса), Александр Бутько (2908), Николай Леоненко (1738), Андрей Ащев (1343). Туомас Саммельвуо (2008) был выбран в основной состав, но из-за травмы был заменён на Леоненко[1]. Тренером команды «Восток» назначен наставник «Локомотива» Андрей Воронков.
- 21 января 2011 г.  в рамках Матча звёзд-2011 была организована шоу-программа с конкурсами. В соревнованиях на самую пушечную подачу первое место поделили Николай Павлов и Клейтон Стенли (118 км/ч).
- 22 января 2011 г.  лучшими игроками в составе команды «Восток» Матча звёзд-2011 были признаны Александр Бутько и Андрэ[2].
- 29 января 2011 г.  ВК «Локомотив» подписал контракт с центральным блокирующим Александром Кривцом из команды «Динамо-Янтарь» на 1,5 года.
- 11 февраля 2011 г.  на официальном сайте клуба подведены итоги голосования на лучшего игрока января. Победителем стал Николай Павлов — 100 голосов.
- 16 февраля 2011 г.  ВК «Локомотив» подписал контракт с доигровщиком Андреем Дьячковым из команды  «Форли».
- 04 апреля 2011 г.  «Локомотив» завершил сезон уступив «Локомотиву-Белогорью» в третьем матче 1/4 финала, где белгородская команда одержала победу в серии 3:0.

Итоговый результат в чемпионате России сезона 2010/11 — 6-е место.
- 05 мая 2011 г.  Главный тренер сборной России Владимир Алекно включил в окончательную заявку на Мировую лигу-2011 следующих игроков «Локомотива»: связующие — Александр Бутько, диагональные — Николай Павлов, либеро — Валерий Комаров[3].